# María Casado
María Casado (25 de dezembro de 1985) é uma jogadora de rugby sevens espanhola.

## Carreira
María Casado integrou o elenco da Seleção Espanhola Feminina de Rugbi de Sevens, na Rio 2016, que foi 7º colocada.